# Tony Renis
Tony Renis, född 13 maj 1938 i Milano, Italien, är en italiensk sångare.
Efter att ha varit aktiv som artist ett tag medverkade han 1962 på San Remofestivalen där han också vann med låten Quando Quando Quando. Det blev hans första stora hit i hemlandet och den var även en hit i många andra europeiska länder (den låg på plats 3 på försäljningslistan i Sverige till exempel). Han hade sedan fortsatt framgång i sitt hemland.